# L'Ascension-de-Notre-Seigneur
Pour les articles homonymes, voir Ascension.

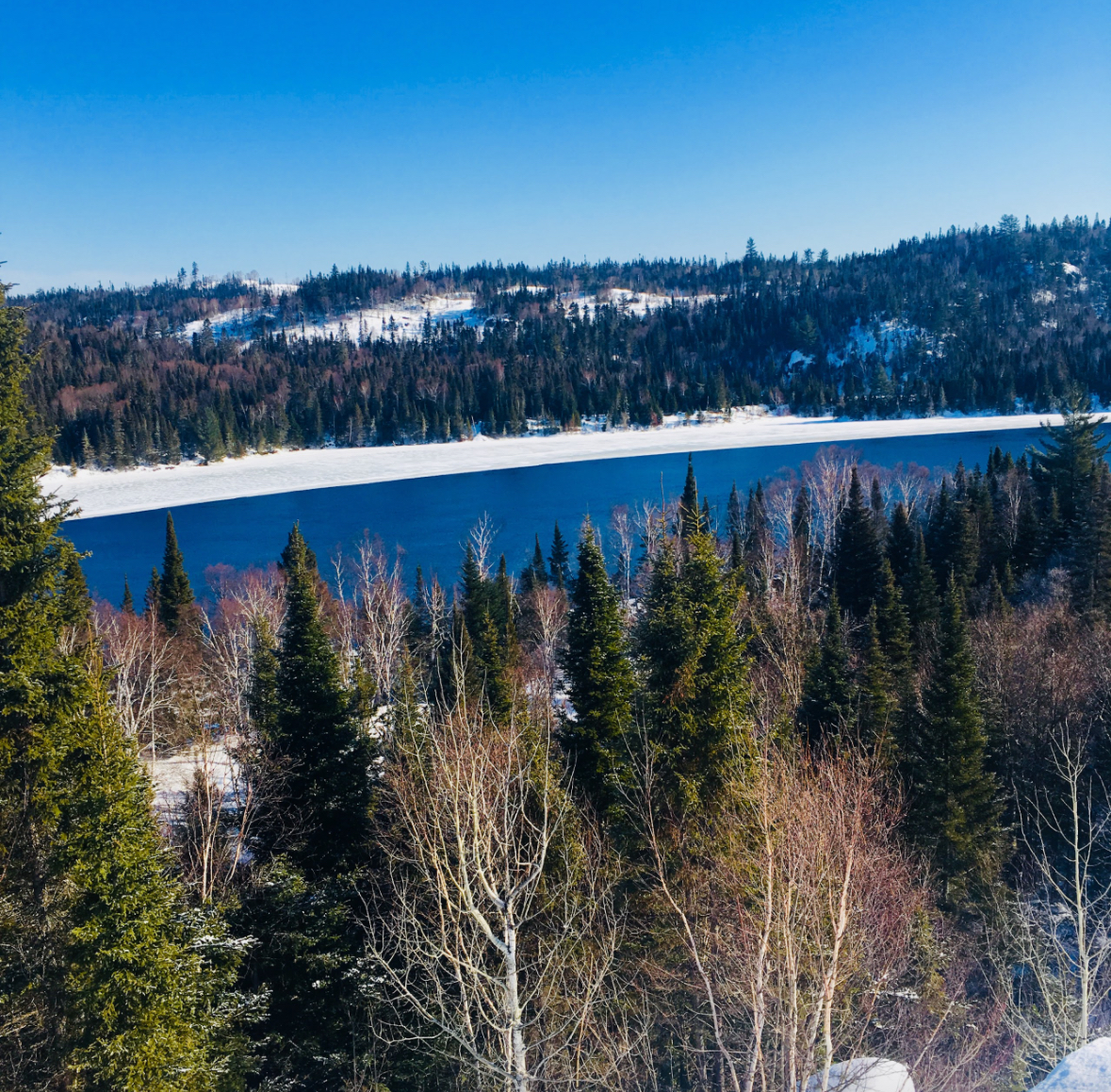
Vue sur l'Ascension-de-Notre-Seigneur.

L'Ascension-de-Notre-Seigneur est une municipalité du Québec (Canada), située dans la municipalité régionale de comté de Lac-Saint-Jean-Est, dans la région administrative du Saguenay–Lac-Saint-Jean.

## Toponymie
Le nom de l'Ascension fait référence à l'Octave de l'Ascension. Le segment Notre-Seigneur a été ajouté pour éviter toute confusion avec la municipalité de la paroisse de L'Ascension, dans les Laurentides.

## Histoire
La municipalité de L'Ascension fut ainsi baptisée en l'honneur de l'Ascension de Jésus-Christ. Monsieur Alphonse Maltais a été le premier colon à posséder un lot à L'Ascension en 1896. Ayant quitté le village Saint-Cœur-de-Marie, il s'est installé dans le rang 7 avec son épouse Marie-Louise Thibeault et ses trois enfants. En 1906, un incendie de forêt majeur a brûlé entièrement la forêt Garnier et a même pénétré dans les cantons de l'Île, Taché et Labrecque (ce feu aurait été déclenché par une famille indienne revenant d'une saison de chasse par la rivière Péribonka). Le nom « Garnier » provient du canton Garnier, érigé en 1916 en l'honneur du père Jésuite Charles Garnier, martyrisé par les iroquois en 1649. En 1907, F.X. Fafard termine le travail d'arpentage de P.H. Dumais ; il mentionne que les espaces dégagés par l'incendie de 1906 ont aidé à coloniser ce territoire.
Le territoire se limite au nord par la rivière Péribonka, le quartier Delisle de ville d'Alma au sud, la municipalité de Sainte-Monique à l'ouest et la municipalité de Labrecque à l'est. Il est parsemé de nombreux lacs (Garnier, Honfleur, Brun, Noir, Bleu ...) et rivières (aux Harts, aux Chicots et Mistouk). Les petits lacs Bleu englobent cinq petites nappes d'eau communiquant les unes avec les autres. Ces cinq lacs sont les plus oligothropes de tout le village grâce à l'interdiction des véhicules nautiques motorisés sur ceux-ci. L'Ascension est devenu une municipalité le 25 février 1919. En 1920, le territoire de l'Ascension recensait 537 habitants. Au premier janvier 1932, 88 familles étaient installées à l'Ascension.

## Géographie
La rivière Péribonka, qui délimite le nord de la municipalité, y coule vers l'ouest.
À partir du lac Noir, dans le nord-ouest, la rivière Noire coule vers l'ouest.
À partir de son crénon , dans le nord-ouest, la rivière aux Harts coule vers le sud.
La rivière Mistouk traverse la pointe sud-est de la municipalité vers le sud-ouest.

## Démographie
| 1991  | 1996  | 2001  | 2006  | 2011  | 2016  | 2021  |
| ----- | ----- | ----- | ----- | ----- | ----- | ----- |
| 1 823 | 1 867 | 1 933 | 1 976 | 1 983 | 1 987 | 2 079 |

## Administration
Les élections municipales se font en bloc pour le maire et les six conseillers.
| L'Ascension-de-Notre-Seigneur Maires depuis 2001                                                                     |               |         |          |
| Élection | Maire         | Qualité | Résultat |
| 2001 | Claude Renaud |         | Voir     |
| 2005 | Louis Ouellet |         | Voir     |
| 2009 | Louis Ouellet | Voir    |          |
| 2013 | Louis Ouellet | Voir    |          |
| 2017 | Louis Ouellet | Voir    |          |
| 2021 | Louis Ouellet | Voir    |          |
| Élection partielle en italique Depuis 2005, les élections sont simultanées dans toutes les municipalités québécoises |               |         |          |

## Attraits touristiques
Le Jardin Scullion se trouve à deux kilomètres du village dans le rang 7 ouest. Le site a été récipiendaire du prix du tourisme à plusieurs reprises.

## Culture

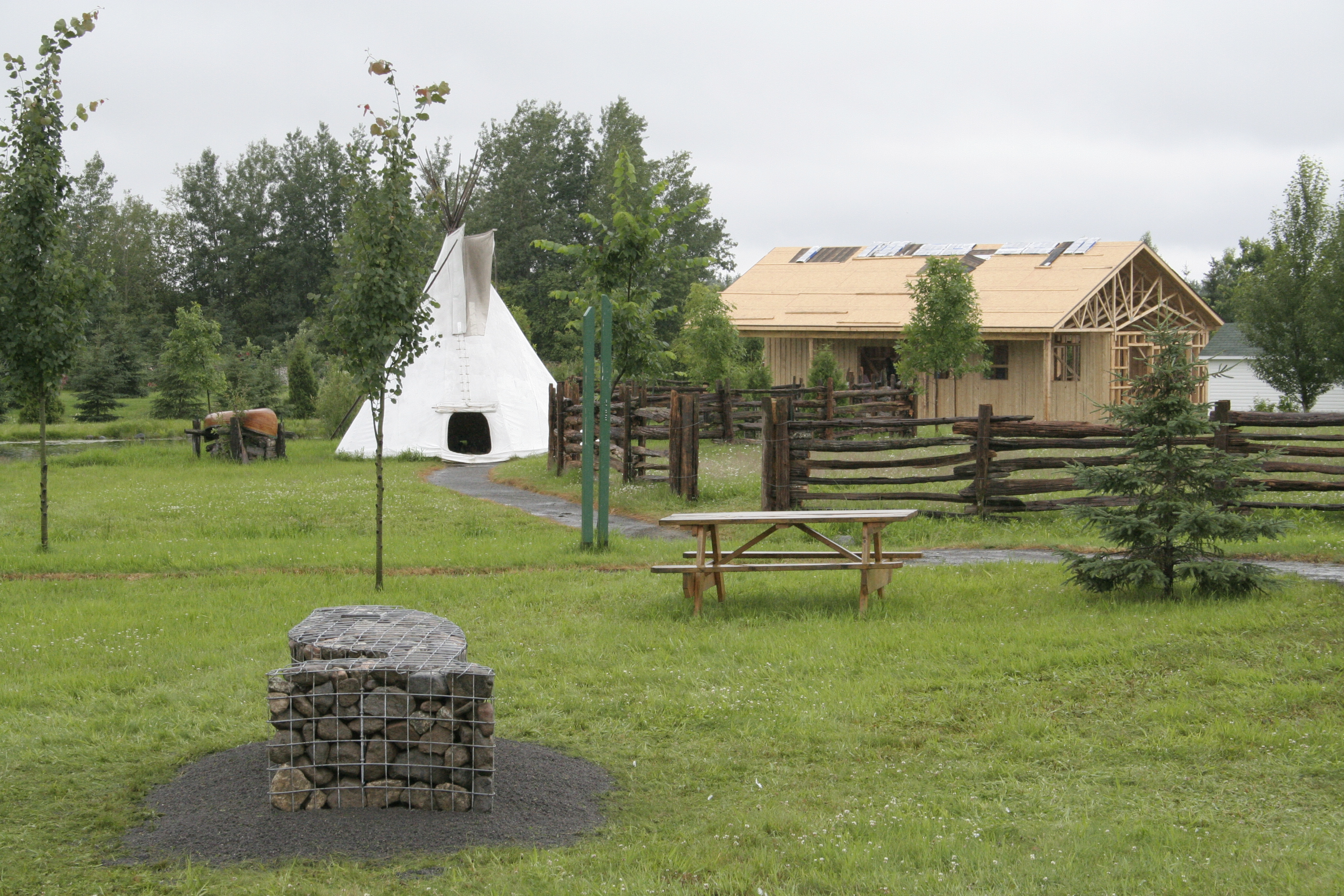
Tacon Site des Tourbières.

Le Tacon Site des Tourbières est installé au Jardin Scullion de la municipalité de l'Ascension-de-Notre-Seigneur. Il est le neuvième monument à l'effigie de l'emblème animalier à être implanté sur le territoire par le collectif d'artistes Interaction Qui dans le cadre de la Grande marche des Tacons-Sites. Il est inauguré le 10 juillet 2006 sous le thème des tourbières fondement de l'équilibre écologique. Cette approche est en harmonie avec le lieu et les valeurs véhiculées par le fondateur de ce jardin.

## Environnement
L'Ascension est l'hôte d'un site de réception et enfouissement des déchets pour toute la Municipalité Régionale de Comté de Lac-Saint-Jean-Est depuis 1982.
Après quelques années d'opération, des modifications qui ont coûté plus de huit millions de dollars canadiens ont été nécessaires pour maintenir le site conforme aux normes gouvernementales. Ces modifications ont nécessité un ceinturement d'étanchéité du site avec des murs d'argile (bentonite) en plus d'un système de pompage pour capter le lixiviat et le traiter avant de le rejeter dans la rivière Péribonka. Un troisième élément au système, des puits d'observation de l'eau souterraine ont été mis en place pour le suivi de la qualité de l'eau.
Avec les nouvelles normes du gouvernement du Québec en matière d'environnement, il est prévu d'effectuer d'autres transformations, une transformation en lieu d'enfouissement technique qui a pour but de préserver la nappe phréatique en utilisant des membranes d'étanchéité. Ces transformations et cette conformité devaient être effectives pour janvier 2009 mais à la suite d'un mouvement de protestation,, de la population, les dirigeants en sont à reviser leur plan d'action en la matière. On craint une contamination de la nappe phréatique et l'acceptabilité sociale, de l'activité est en litige.